# Smeryngolaphria melanura
Smeryngolaphria melanura är en tvåvingeart som först beskrevs av Christian Rudolph Wilhelm Wiedemann 1828.  Smeryngolaphria melanura ingår i släktet Smeryngolaphria och familjen rovflugor. Inga underarter finns listade i Catalogue of Life.